# Тігян-Беттіємете
Тігя́н-Беттієме́те (рос. Тигян-Беттиемете) — невеликий острів в Оленьоцькій затоці моря Лаптєвих. Територіально відноситься до Якутії, Росія.
Розташований в центрі затоки, в дельті річки Оленьок. Знаходиться біля східного краю острова Биликтах-Арита, на північ від островів Тісян-Бьолькьойдьорьо. Острів має трикутну форму, простягається з півночі на південь. Зі сходу оточений мілинами.
| Росія | Це незавершена стаття з географії Росії. Ви можете допомогти проєкту, виправивши або дописавши її. |